# Sjøneset
Die Sjøneset (norwegisch für Seenase) ist ein markanter und felsiger Gebirgskamm im ostantarktischen Königin-Maud-Land. Im Otto-von-Gruber-Gebirge des Wohlthatmassivs erstreckt er sich entlang der Ostflanke des Anutschin-Gletschers in nördlicher Richtung zum Obersee.
Entdeckt und anhand von Luftaufnahmen kartiert wurde er von Teilnehmern der Deutschen Antarktischen Expedition 1938/39 unter der Leitung des Polarforschers Alfred Ritscher. Norwegische Kartographen, die ihn auch benannten, kartierten ihn anhand von Luftaufnahmen und Vermessungen der Dritten Norwegischen Antarktisexpedition (1956–1960).